# Invincibila Armada
Invincibila Armada (în spaniolă Armada Invencible) este numele flotei care, în anul 1588, a fost trimisă de Filip al II-lea, regele Spaniei, pentru a transporta și sprijini acțiunea de debarcare a armatei spaniole în Anglia. Bătălia navală care a urmat s-a înscris în contextul mai larg al conflictului dintre Spania și Anglia, determinat de lupta pentru exploatarea bogățiilor Lumii Noi.

## Preliminarii și cauze

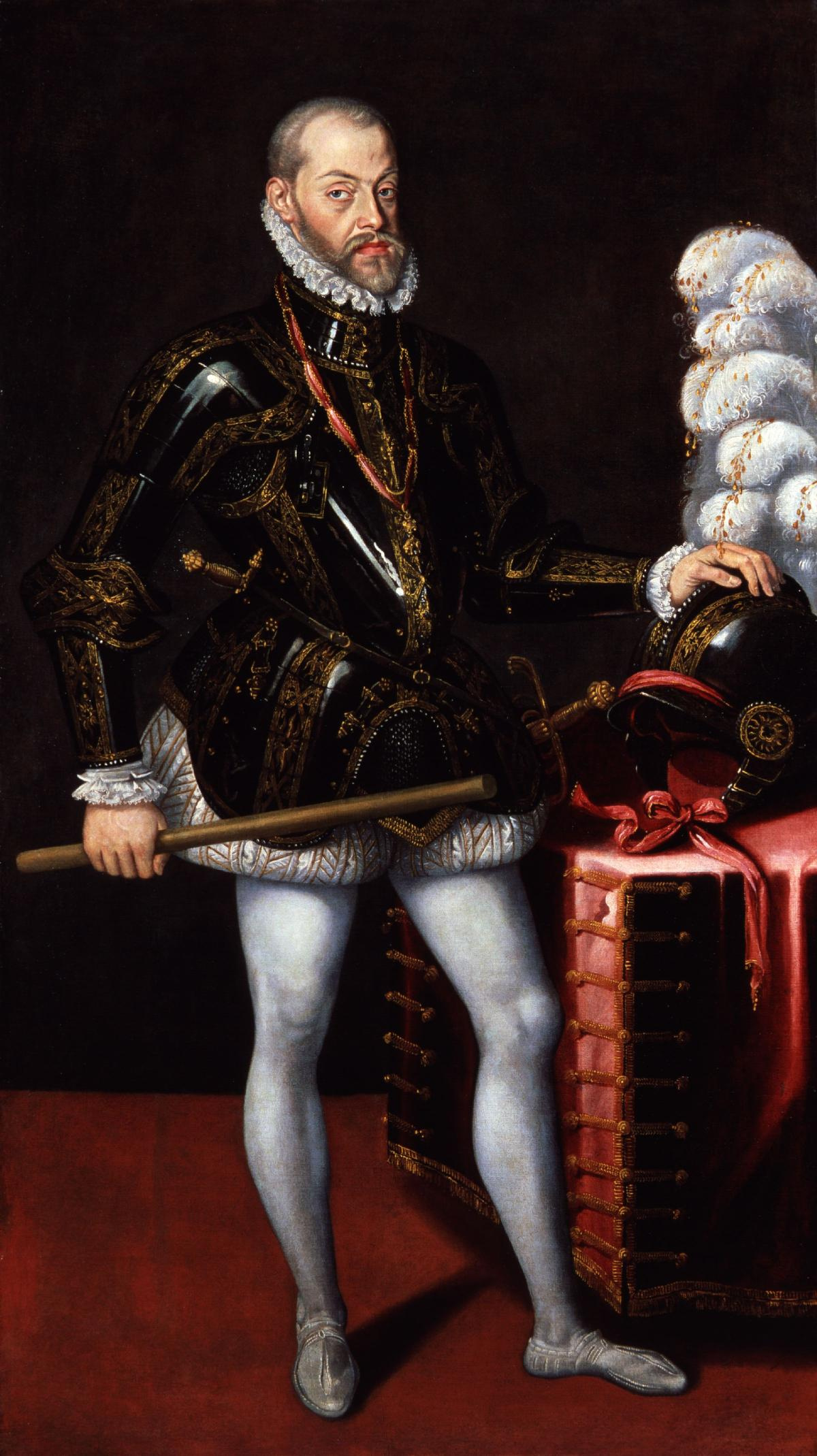
Filip II-lea, regele Spaniei

La sfârșitul secolului al XVI-lea, Spania era încă cea mai mare putere continentală și maritimă. Această putere, care necesita un efort material și resurse deosebite, se sprijinea cu preponderență pe exploatarea resurselor Lumii Noi. Anglia, atrasă de marile bogății din posesiunile portugheze și spaniole de peste mări, și-a descoperit vocația maritimă. Curtea regală spaniolă nu putea decât să asiste, cu neliniște, cum Anglia protestantă începe să-i amenințe supremația pe mare, fapt ce avea să conducă, inevitabil, la crearea unei stări de încordare în relațiile dintre cele două state.
În anul 1580, profitând de faptul că tronul era vacant, armatele lui Filip al II-lea atacă și ocupă regatul vecin, Portugalia. Consecința—poate cea mai importantă—a acestei acțiuni a fost una de natură economică: a avut loc unificarea coloniilor spaniole și portugheze într-un singur imperiu. Riposta Angliei nu s-a lăsat așteptată, aceasta concretizându-se în semnarea unui tratat de alianță cu Olanda, la 20 august 1585. Frustrarea Spaniei este de înțeles, deoarece aceasta pierduse de curând posesiunile din Țările de Jos și, implicit, veniturile derivate din ele, în ceea ce s-a numit mai târziu prima revoluție burgheză victorioasă din Europa. În această împrejurare, Anglia sprijinise militar și diplomatic Țările de Jos pe toată durata conflictului.
Se constată, în aceeași perioadă, o recrudescență a activității piraților englezi împotriva flotei spaniole. Comuniunea de interese, gravele prejudicii aduse flotei spaniole, au făcut ca acești pirați să beneficieze de sprijinul tacit al Curții regale engleze. Protestele lui Filip al II-lea, prin ambasadorii săi din Anglia, n-au găsit răspuns. Cel mai de seamă reprezentant al piraților englezi din această perioadă era Francis Drake (1541-1596). Alături de el activau și John Hawkins și Martin Frobisher.
În 1585, Francis Drake, în fruntea a 25 de nave, a atacat și a jefuit portul Vigo din nordul Spaniei.
În 1587, el a intrat cu 23 de nave în portul Cadiz și a distrus 37 de nave spaniole ce se pregăteau pentru marea debarcare din anul următor. În același an, a atacat și a jefuit nava spaniolă San Felipe ce aducea din Extremul Orient o încărcătură în valoare de un milion de lire sterline.

## Pregătiri și flote

### Comandanții

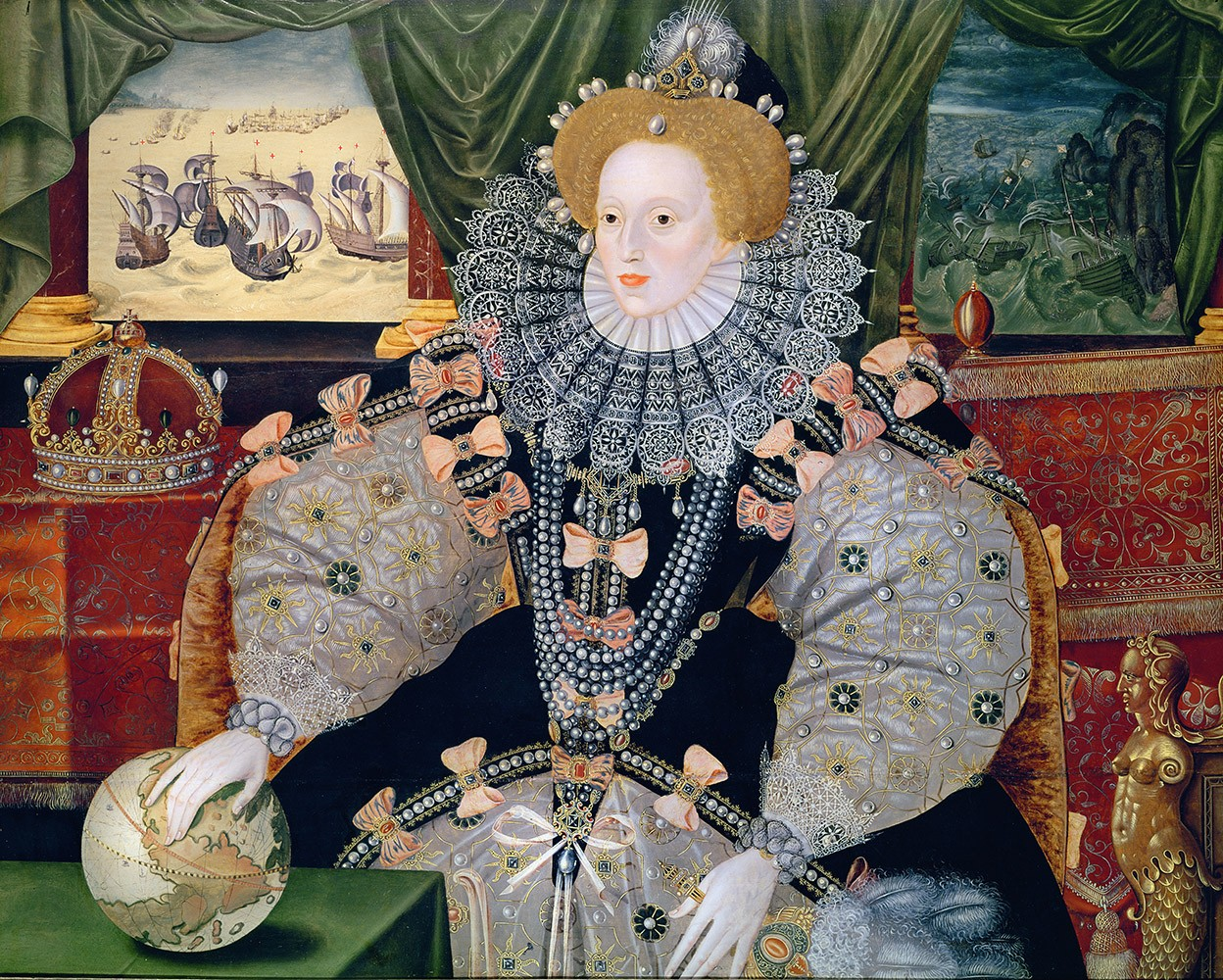
Elisabeta I
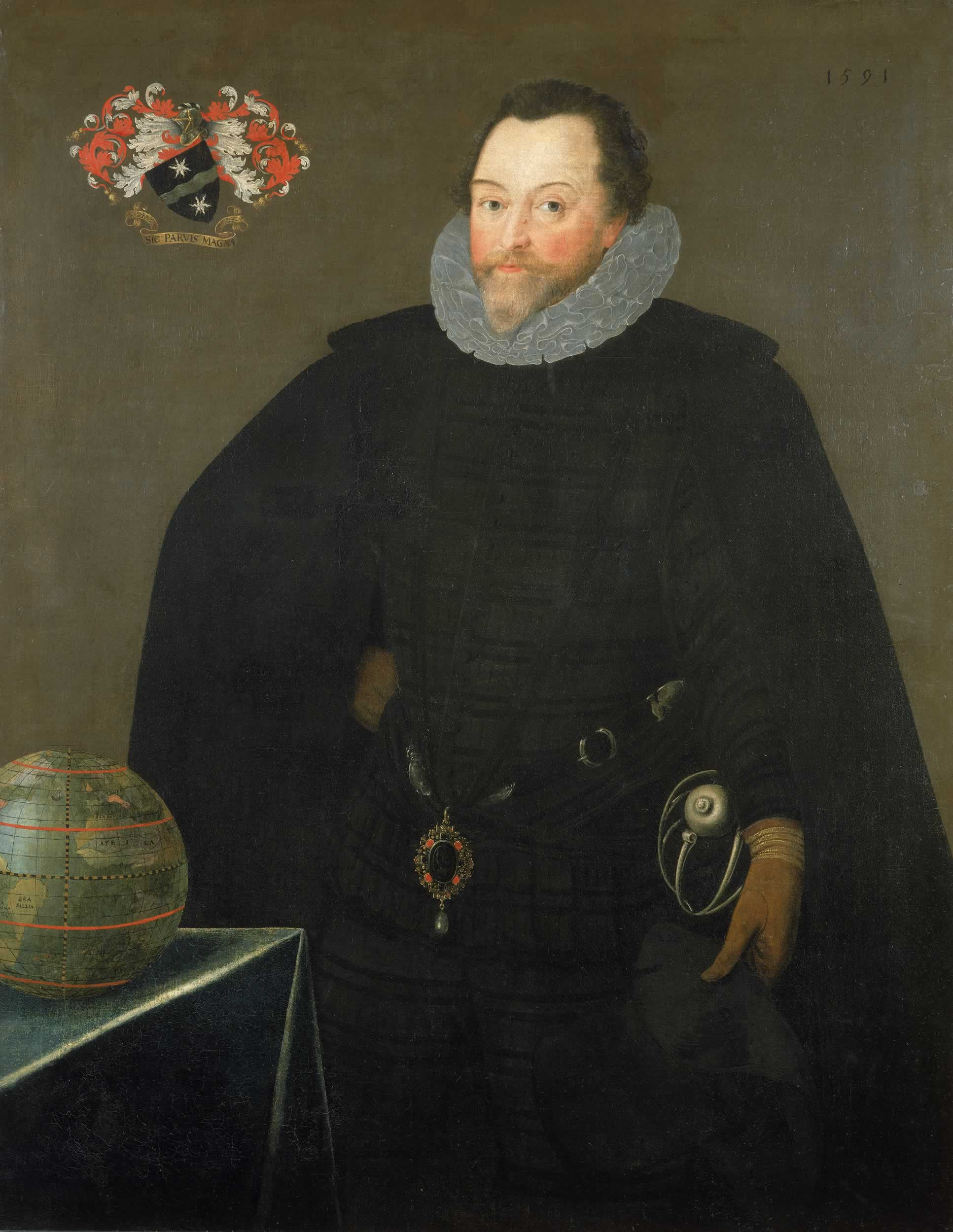
Sir Francis Drake
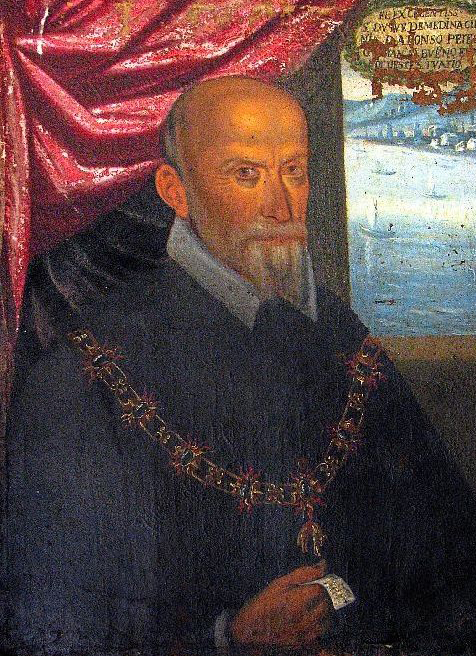
Alonso Pérez de Guzmán, duce de Medina-Sidonia, comandantul Invincibilei Armada
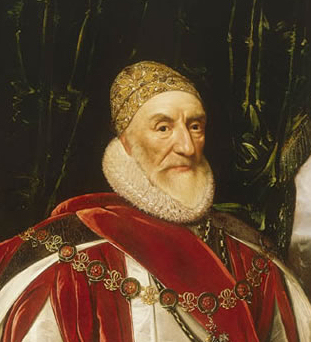
Charles Howard, conte de Effingham, amiralul-șef al flotei engleze în timpul campaniei din 1588
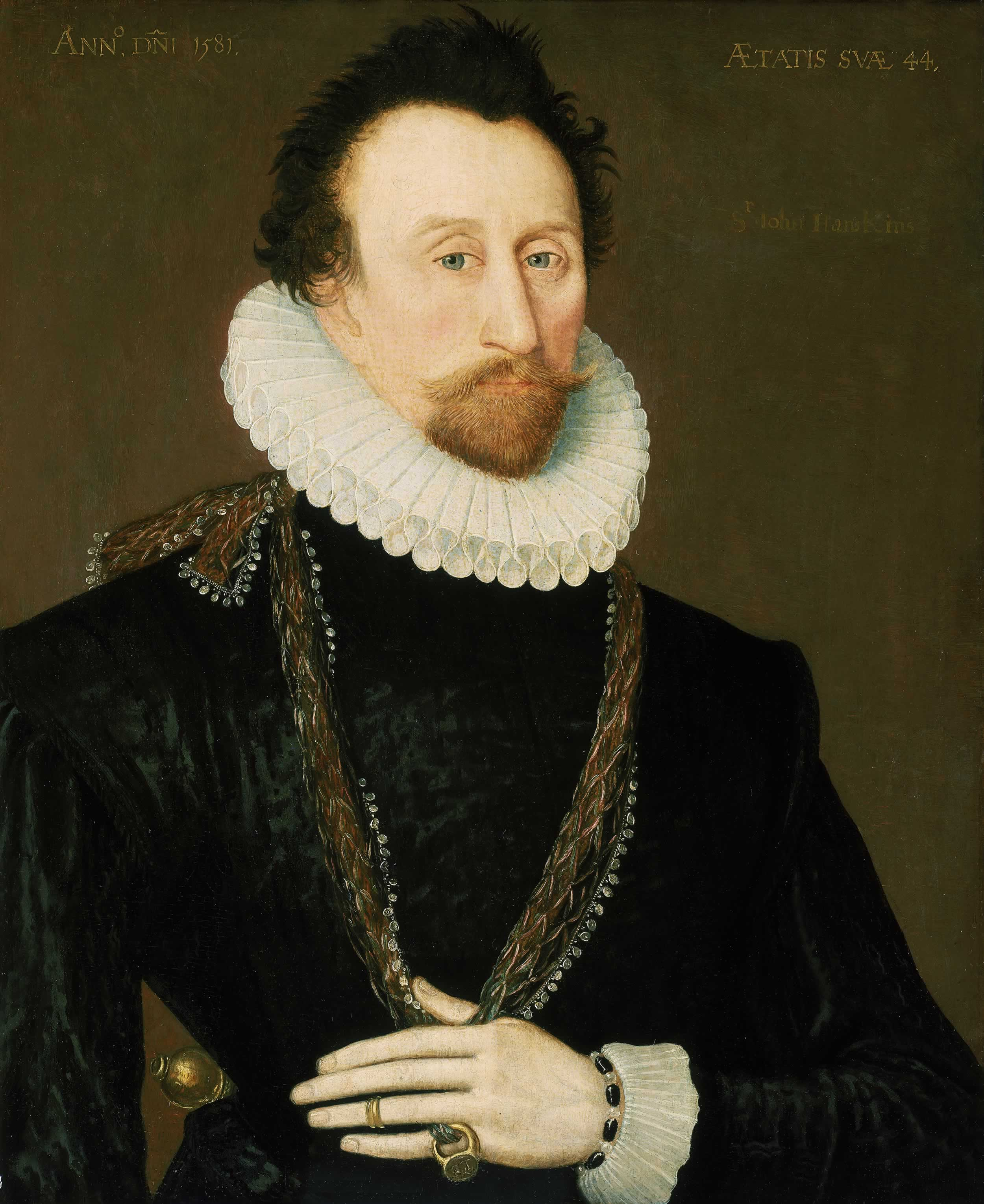
John Hawkins, contraamiralul flotei engleze în campania din 1588

Construirea și echiparea navelor precum și alcătuirea echipajelor ce aveau să constituie viitoarea Armada a necesitat un uriaș efort financiar, chiar pentru o țară bogată cum era Spania sfârșitului de secol XVI. Provinciile sale au fost supuse la plata unor importante contribuții. Cortesurile au votat opt milioane de ducați, sumă ce trebuia strânsă din diferite taxe. Filip al II-lea a apelat la renumiții bancheri Fugger, de la care a primit un masiv ajutor financiar. În sfârșit, papa Sixtus al VI-lea a promis un ajutor de un milion de coroane aur din momentul în care trupele spaniole ar fi pus piciorul pe pământul Angliei.
Pregătirile au durat până în luna mai a anului 1588, dată la care Invincibila Armada era gata să ridice ancora. Sef al expediției este numit Alváro de Bazán, marchiz de Santa Cruz, marinar încercat, aureolat de faima de a fi fost amiral-șef al flotei spaniole, componentă a flotei combinate creștine care, în 1571, la Lepanto, a zdrobit flota turcească. Neșansa spaniolilor a făcut ca marchizul să moară pe neașteptate, la 9 februarie 1588, în ajunul plecării expediției. Filip al II-lea a optat pentru o comandă distinctă și a făcut o alegere inspirată în cazul ducelui de Parma, comandantul trupelor spaniole din Țările de Jos, unul dintre cei mai mari generali ai timpului său, în calitate de comandant suprem al expediției. Mai puțin inspirată s-a dovedit ulterior a fi alegerea comandantului flotei, în persoana lui Guzman, duce de Medina-Sidonia (1550-1619), care pe toată perioada desfașurării campaniei s-a comportat mediocru, fără curaj, ca un marinar fără valoare, lipsit de experiența conducerii unei campanii pe mare. Șansa a făcut ca viceamiral să fie numit un bun marinar, Diego Flores de Valdes.
Planul spaniolilor era măreț și destul de complicat. Ducele de Parma urma să pregătească în Țările de Jos 30.000 de soldați și șalupe pentru debarcarea acestora. Joncțiunea cu flota urma să se facă undeva în jurul Calais-ului. Sarcina flotei era blocarea Canalului Mânecii, în așa fel încât să nu dea posibilitatea flotei engleze să împiedice debarcarea. Flota spaniolă trebuia să transporte 20.000 de soldați care urmau să se unească, în timpul debarcării, cu cei ai ducelui de Parma. Un plan de o asemenea anvergură era supus unei serii de elemente variabile, care, în cele din urmă, s-au dovedit a fi în defavoarea spaniolilor.
Invincibila Armada era alcătuită din circa 130 de nave cu un deplasament total de 58.000 tone. La bordul navelor se aflau 2.500 de tunuri, 20.000 de soldați, 8.000 de marinari și 2.100 de vâslași.
La începutul ostilităților, flota engleză a angajat 35 de nave, dintre care 10 erau nave mici de observare, cu un potențial de foc mult redus comparativ cu navele spaniole. Pe parcursul desfășurării campaniei, numărul navelor engleze a crescut la 190, dintre care 140 au intrat efectiv în luptă. S-a ajuns astfel aproape la paritate, ținând cont că navele engleze aveau cam același deplasament cu cele spaniole. Comandant al flotei engleze a fost numit lordul mare-amiral Charles Howard of Effingham, 50 de ani, fiul mai mic al ducelui de Norfolk. Avea avantajul de a fi asistat de niște veritabili lupi de mare, cu o bogată experiență în luptele navale, cum ar fi viceamiralul Francis Drake și contraamiralul John Hawkins. Pavilioanele lor erau arborate pe navele Ark Royal, 800 de tone, 38 de tunuri, Revenge, 500 de tone, 36 de tunuri și Victory, 800 de tone, 44 de tunuri.
Dacă așa cum s-a arătat mai sus, din punctul de vedere al numărului și al deplasamentului cele două flote se echivalau, nu același lucru se poate spune despre calitatea navelor care le compuneau.
Flota spaniolă era compusă în cea mai mare parte din galere, nave cu bordul foarte înalt. Datorită pupei, unde se afla amplasat castelul cu mai multe caturi, erau teribile la vedere, adevărate fortarețe, dar greoaie și foarte dificil de manevrat, mai ales în condițiile grele impuse de navigația oceanică. Echipajele lor, eterogene, formate în mare parte din mercenari spanioli, portughezi, italieni, erau în mult mai mare măsură interesate de câștigurile proprii decât de a lupta pentru victoria Spaniei și gloria regelui ei. În plus, beneficiau de o experiență a luptei pe mare mult redusă comparativ cu aceea a advesarilor englezi.
Navele engleze erau în mare majoritate noi, moderne, construite pentru navigația dificilă impusă de condițiile din Oceanul Atlantic și Marea Mânecii. Datorită velaturii speciale, se manevrau mult mai ușor decât cele spaniole și erau capabile să navigheze, la nevoie, împotriva vântului. Echipajele lor, aproximativ 10.000 de marinari, erau experimentate în navigație și lupta în Atlantic, Marea Mediterană și mările tropicale. Comandanții englezi erau net superiori celor spanioli în ceea ce privește pregătirea și experiența.
Din punct de vedere al contingentului naval, englezii beneficiau de o oarecare superioritate. Nu același lucru se poate spune despre armatele de uscat ale celor două țări combatante. Infanteria spaniolă era redutabilă, se bucura de faima de a fi cea mai bună din Europa acelor timpuri. Efectivele ei erau bine echipate și experimentate. Nu au participat efectiv la lupte, dar prezența lor la bordul navelor a avut o influență decisivă asupra tacticii adoptate de spanioli. 
În 1588, Anglia nu dispunea de o armată terestră capabilă să se opună cu succes infanteriei spaniole. În plus, situația internă destul de precară, alimentată de desele ciocniri dintre protestanți și catolici, stârnea destulă îngrijorare la Curtea regală. Elisabeta I, regina Angliei, era convinsă că dacă debarcarea ar fi avut loc, populația catolică a regatului s-ar fi alăturat trupelor de ocupație. Practic, englezii nu aveau de ales: sau îi opreau pe spanioli pe mare, sau erau pierduți. Această situație nu a făcut decât să sporească spiritul combativ al marinarilor englezi.

## Desfășurarea campaniei

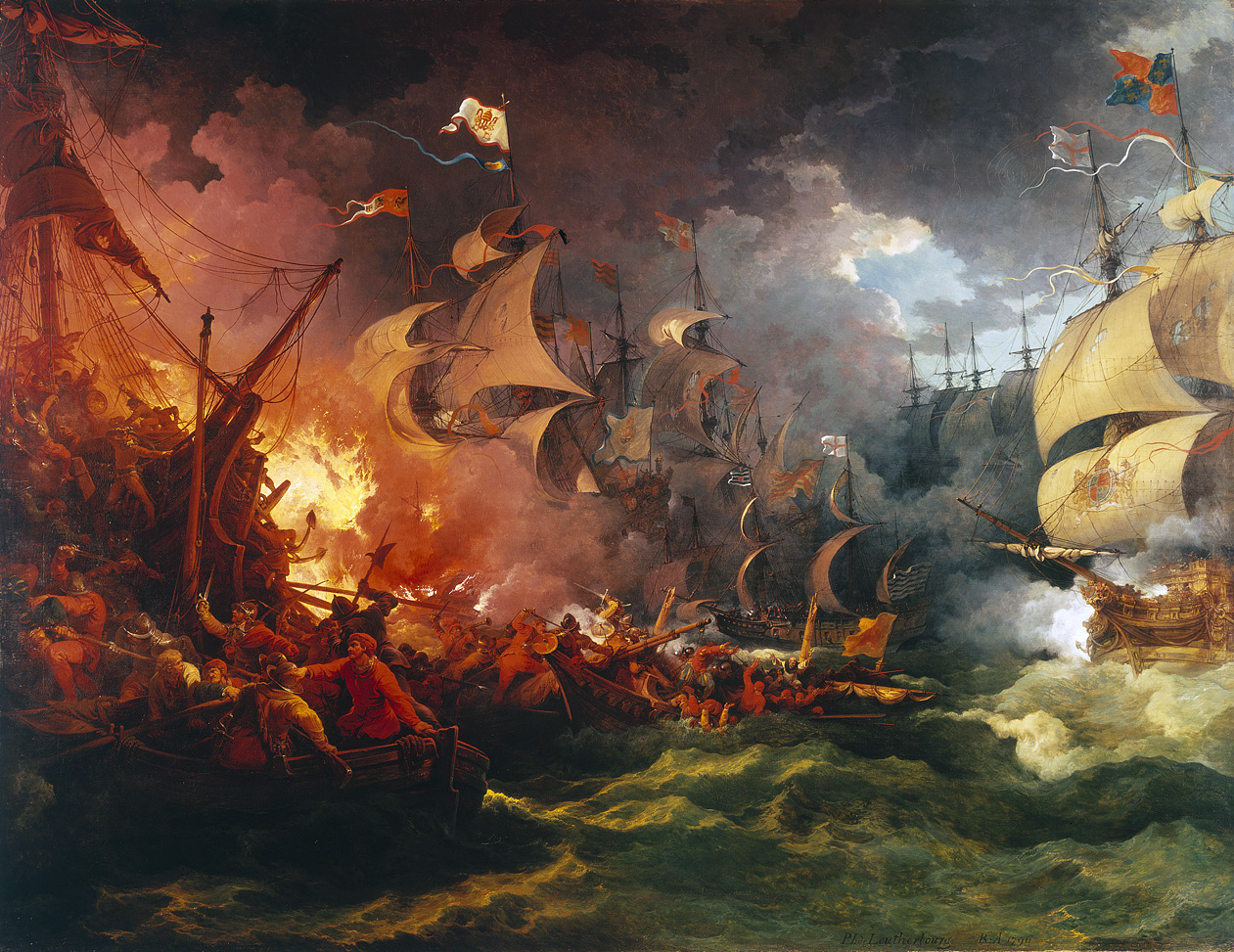
Înfrângerea Invincibilei Armada
Pictură de Philipp Jakob Loutherbourg d. J. (1740–1812)

Invincibila Armada a ridicat ancora la 28 mai 1588, din portul Lisabona. Era una din cele mai mari flote care navigase vreodată pe mările lumii. Pentru cei care făceau parte din expediție, de la amiral până la ultimul marinar sau soldat, era un motiv de mândrie și de încredere. Alimentele erau din belșug, apa destulă, moralul foarte bun; se gândeau la gloria ce-i așteaptă și, nu în ultimul rând, la bogatele prăzi de război. Nimeni nu s-ar fi gândit, atunci, că le vor trebui două luni și jumătate pentru a ajunge să întrezărească țărmurile Angliei și că vor ajunge acolo cu alimentele în mare parte alterate, apa mult împuținată și cu moralul serios zdruncinat.
La câteva zile de la plecare, Armada a fost surprinsă de o puternică furtună în largul coastelor spaniole, furtună care a obligat-o să facă escală în portul La Coruña. Pentru reorganizare și repararea pagubelor suferite, navelor care făceau parte din convoi le-au trebuit două luni. În sfârșit, la 22 iulie, au ridicat din nou ancora din portul La Coruña, în condiții nefavorabile, cu vânt puternic și mare agitată. După opt zile, la 30 iulie 1588, Armada a ajuns în apropierea capului Lizard, din sud-estul Angliei. Flota a fost reperată imediat de o navă engleză care făcea parte din escadra de supraveghere. Aceasta s-a îndreptat, cu toate pânzele sus, spre Plymouth, dând alarma.
Amenințată din două părți, flota engleză a adoptat o tactică inspirată, dictată de logica și de necesitățile momentului: s-a împărțit în două. Douăzeci de nave, sub conducerea lordului Henry Seymour, au patrulat coastele din pasul Calais, fără a scăpa din vedere mișcările ducelui de Parma. Restul flotei, comandate de lordul Howard, trebuia să țină sub observație Armada.
Sub privirile neliniștite ale localnicilor, în dimineața zilei de 31 iulie 1588, Invincibila Armada a trecut prin fața portului Plymouth. Dintr-o relatare a unui italian, martor ocular al evenimentelor, flota spaniolă era dispusă ca o veritabilă armată de uscat: grosul forțelor pe centru, apărat în față și în spate de avangardă și respectiv ariegardă; totul forma o gigantică semilună; comandantul Guzman, duce de Medina-Sidonia era general de uscat. Era o desfășurare de forțe spectaculoasă, dar total lipsită de eficacitate.
Din cauza timpului nefavorabil, lordul-amiral Howard avea dificultăți în a-și scoate flota în larg. Dacă ducele de Medina-Sidonia ar fi ascultat sfatul ofițerilor săi de stat-major, acela de a-i ataca pe englezi, probabil ar fi obținut victoria foarte ușor, ținând cont de circumstanțe. El s-a limitat însă să rămână în expectativă, dând dovadă de acea indecizie care a caracterizat acțiunile sale pe toată perioada desfășurării campaniei. De acest lucru a profitat Howard care a reușit, în cele din urmă, să-și scoată flota în larg, atacând imediat ariegarda flotei spaniole.
În acele timpuri, o bătălie navală clasică se desfășura astfel: navele se apropiau cât mai mult una de cealaltă, descărcau asupra inamicului tunurile aflate în poziție, după care survenea abordajul și lupta continua ca o luptă pe uscat, om contra om, la bordul navelor.
Vădit inferioare ca număr, navele engleze au menținut distanța, supunând pe spanioli unui ucigător tir de artilerie. Tunurile englezești erau de calibru mai mare, dar superioritatea lor evidentă consta în afetul mobil, care le conferea o cadență și un unghi de tragere net superioare. Surprinși și vădit iritați de tactica englezilor, ofițerii spanioli au navigat strâns, atât cât le permitea timpul nefavorabil, cu navele aproape lipite una de cealaltă. Cu această tactică au reușit să limiteze pierderile suferite în timpul bătăliei la doar două nave: Nostra Señora del Rosario, nava amiralului  Pedro Valdes, capturată de Francis Drake în noaptea de 1 august și marea navă San Salvador, distrusă de o puternică explozie.
A urmat o săptamână infernală, în care Armada, supusă tot timpul salvelor artileriei engleze, a înaintat cu mare dificultate. Imensa flotă spaniolă a reușit, la 7 august, să arunce ancorele în rada portului Calais, punându-se, într-un fel, la adăpost.
Aici a intervinit, din nou, proverbiala nehotărâre a ducelui de Medina-Sidonia. În loc să profite de superioritatea numerică și să atace flota engleză sau să ia măsuri pentru a-și proteja navele, i-a scris un mesaj ducelui de Parma, cerându-i ajutorul. În timp ce el aștepta răspuns, flota engleză a schimbat tactica. Howard a făcut joncțiunea cu escadra lui Seymour și englezii au trecut la atac. Urmând sfaturile lui Drake, vechi lup de mare călit în asemenea confruntări, englezii au încărcat cu explozibil opt nave mici, le-au dat foc și le-au îndreptat, ajutați de flux și de vântul favorabil, către imensa flotă spaniolă, masată în port, într-un spațiu relativ restrâns. Cuprinși de panică, spaniolii au încercat să evite un dezastru total: au tăiat parâmele și au încercat să iasă în larg. Din cauza panicii și a vântului potrivnic, operația de salvare s-a făcut în dezordine, navele spaniole intrând în coliziune. Cu toate pierderile destul de mari, galioanele spaniole au reușit să se pună în ordine de luptă a doua zi, la răsăritul soarelui. Flota engleză a trecut în ofensivă, folosind o tactică surprinzătoare prin originalitatea ei. Navele au fost dispuse în linie, la o distanță de 100–150 de metri una de cealaltă și au navigat paralel cu navele inamice, deschizând focul cu tunurile de la babord sau tribord. Aceasta se numește “linie de șir” și avea să devină, în secolul următor, o tactică clasică a bătăliilor navale. Spaniolii doreau să profite de superioritatea numerică și forța infanteriei de la bordul navelor și au încearcat să-i atragă pe englezi într-o luptă clasică, navă contra navă și om contra om. Nu au reușit acest lucru și în fața tirului puternic și rapid al artileriei de bord engleze, au suferit pierderi serioase. Iată cum caracteriza această situație însuși ducele de Medina-Sidonia, în scrisoarea sa către ducele de Parma: „Ei trag asupra noastră aproape de dimineața și până seara, dar nu vor să se apropie de noi. Eu le-am dat toate ocaziile. Am lăsat nave pentru a-i tenta să le abordeze. Ei n-au făcut-o, iar eu n-am niciun remediu, deoarece ei sunt mai rapizi, iar noi ne mișcăm încet. Noi am terminat munițiile, iar oamenii mei sunt sfârșiți”.
Factorii care au împiedicat ca dezastrul să fie total pentru flota spaniolă au fost căderea întunericului și faptul că englezii terminaseră muniția. Pierderile Armadei, în această zi, s-au ridicat la peste 10 nave și circa 8000 de oameni. Englezii au avut în jur de 100 de morți și câteva nave avariate. Această confruntare, de la 8 august 1588, a rămas în istorie cu numele de bătălia de la Gravelines.
Situația, pentru spanioli, se prezenta astfel: flota dezorganizată, împrăștiată, cu moralul scăzut, alimente puține și alterate, fără apă, fără muniții. La consiliul de război de a doua zi, 9 august, ducele de Medina-Sidonia a acceptat părerea majorității ofițerilor săi care cereau să se reîntoarcă acasă. S-a stabilit o rută spre nord, dublând insulele Orkney — totul spre a evita o nouă ciocnire cu flota engleză și pentru a profita de curenții din Marea Nordului. Englezii nu i-au scăpat din ochi pe spanioli, însă au fost nevoiți să înceteze urmărirea din cauza furtunii și a faptului că terminaseră munițiile. Invincibila Armada a fost lovită de furtună pe 12 august, în largul insulelor Shetland și a suferit noi pierderi. Din cauza epuizării hranei și mai ales a apei potabile, ei au fost nevoiți să facă escală în Irlanda, țară catolică, care se opunea Angliei protestante. În timpul aprovizionării, au pierdut câteva corăbii în scurte ciocniri cu corsarii englezi. În sfârșit, după ce au părăsit țărmurile Irlandei, au fost surprinși, la jumătatea lunii septembrie, de două violente furtuni care le-au pricinuit noi pierderi.
La reîntoarcerea în Spania, în octombrie 1588, Armada mai dispunea de 50 de corăbii și 10.000 de oameni obosiți, bolnavi, înfometați. Ducele de Medina-Sidonia pierduse două treimi din efective și din nave, fără să pricinuiască mari pagube englezilor și, mai ales, fără ca vreun soldat spaniol să pună piciorul pe pământul Angliei. El a ajuns acasă îmbătrânit parcă peste noapte, cu părul complet alb. Avea doar 38 de ani.

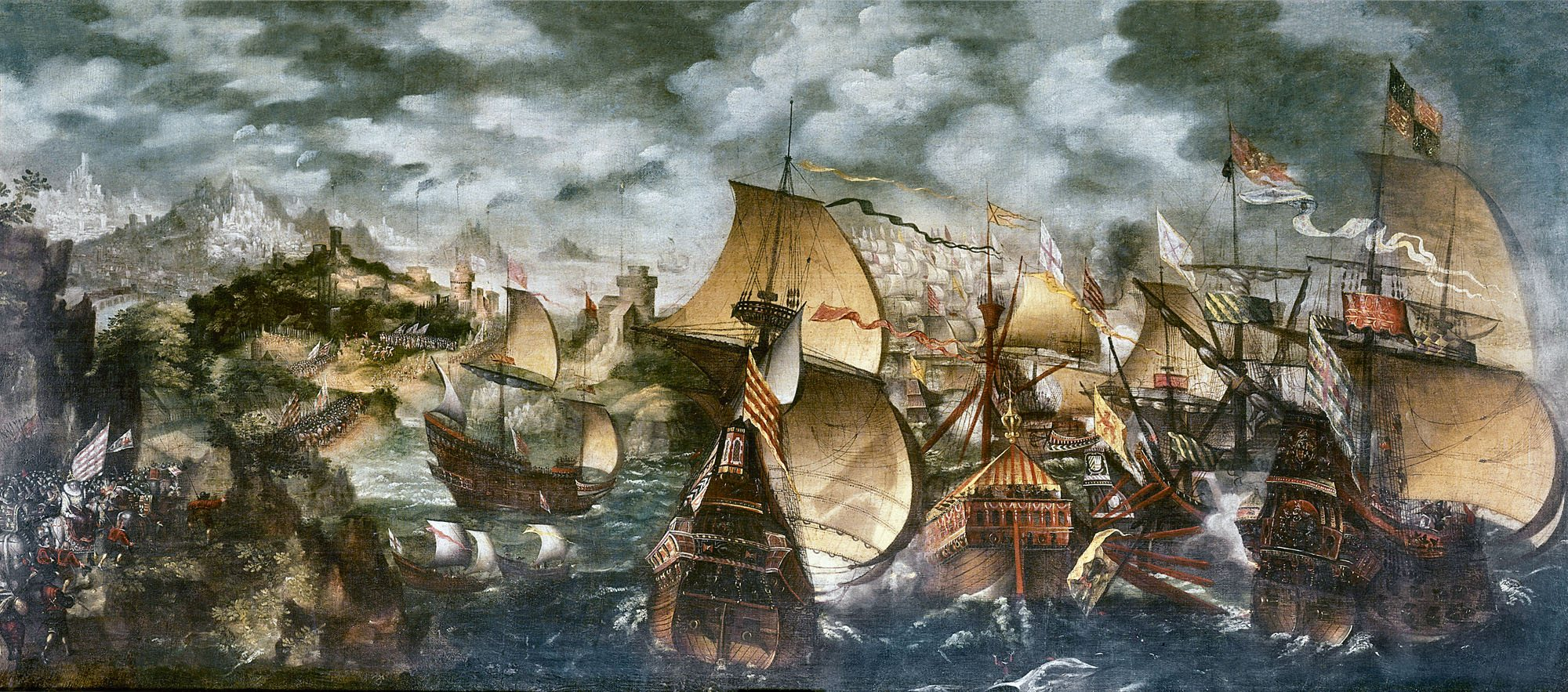
Elisabeta I și Invincibila Armada — Elizabeth I and the Spanish Armada — Pictura, care este uneori atribuită lui Nicholas Hilliard,
este una alegorică și stilizată conținând câteva elemente cheie ale „Povestirii Armadei - farurile de alarmă, regina Elisabeta la Tilbury și bătălia pe mare de la Gravelines.

## Încheiere și urmări

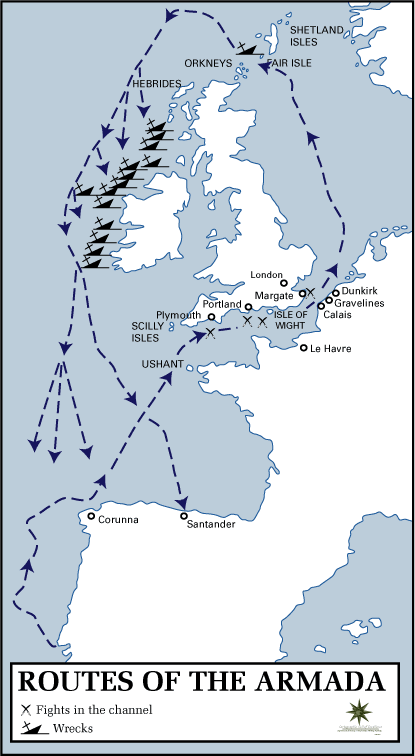
Ruta Invincibilei Armada

Cauzele care au determinat înfrângerea Armadei au fost timpul nefavorabil, incompetența la comandă a ducelui de Medina-Sidonia și a ofițerilor săi, inferioritatea în armament și tactică de luptă. În plus, planul inițial a prezentat câteva puncte slabe ce s-au dovedit a fi fatale în economia războiului.
Din punct de vedere strict naval, campania din 1588 a demonstrat victoria absolută a navei asupra galerei. Navele erau mai rapide și mult mai ușor de manevrat. „Linia de șir” adoptată de englezi avea să devină tactica de luptă clasică, fapt care a dus la micșorarea numărului de tunuri din prova și din pupa și la mărirea numărului de tunuri din borduri.
Spania, după 1588, a continuat să păstreze statutul de mare putere continentală, cel puțin până la 7 noiembrie 1659, când s-a semnat Pacea de la Pirinei; a pierdut însă supremația pe mare. Instituțiile învechite, de tip feudal, ale Spaniei, n-au știut să tragă concluzii clare din înfrângerea Armadei, concluzii care ar fi dus, inevitabil, la modernizarea marinei de război.
Anglia, treptat, ajutată de puternicul avânt economic, a câștigat hegemonia mărilor, hegemonie pe care în secolul al XVII-lea și-a disputat-o cu alte două puteri emergente ale Europei: Olanda si Franța.